# Toll Creagach
Toll Creagach är ett berg i Storbritannien.   Det ligger i kommunen Highland och riksdelen Skottland, i den nordvästra delen av landet, 700 km nordväst om huvudstaden London. Toppen på Toll Creagach är 1 054 meter över havet, eller 189 meter över den omgivande terrängen. Bredden vid basen är 3,0 km.
Terrängen runt Toll Creagach är huvudsakligen kuperad, men västerut är den bergig.Runt Toll Creagach är det mycket glesbefolkat, med 3 invånare per kvadratkilometer. Omgivningarna runt Toll Creagach är i huvudsak ett öppet busklandskap.